# Škodaexport
Škodaexport  byla zřízen jako podnik zahraničního obchodu v někdejším Československu na základě vyhlášky ministra zahraničního obchodu č. 148/1965 Sb. ze dne 28. prosince 1965. 
Zřizovací vyhláška stanovila, že v rámci státního monopolu zahraničního obchodu byl podnik pověřen převážně výhradním  vývozem  a dovozem energetických, hutních a metalurgických zařízení (elektráren, válcoven, sléváren, oceláren, hutních kombinátů, koksoven, hliníkáren, závodů strojírenské metalurgie), dále pak tabákových strojů, elektrických lokomotiv a trolejbusů, a rovněž zařízení na výrobu různých strojů a přístrojů pro slévárenský, hutní, elektrárenský, textilní, potravinářský, chemický a gumárenský průmysl i na výrobu spalovacích a elektrických motorů, různých agregátů i jiných strojů, strojírenského zařízení a přístrojů.   

## Stav po roce 1989
Po liberalizaci a zrušení státního monopolu po sametové revoluci patřila firma během devadesátých let 20. století  i nadále mezi největší exportní společnosti.  V roce 1990 se podnik stal akciovou společností, s akciovým kapitálem 126 mil. Kč, přičemž jejími akcionáři byly různé české a slovenské výrobní, dodavatelské a inženýrské firmy a banky.  Mezi ně patřily např. ČKD Blansko, ČEZ Praha, ČSOB, Formtrade Brno, Hutní projekt Brno, INPRO Praha, Komerční banka, Kovoprojekta Praha, Poldi Kladno, Energoprojekt Praha, Chladicí věže Praha, Škoda Praha, Škoda Plzeň, SES Tlmače, První brněnská strojírna, Vítkovice Ostrava, ZVVZ Milevsko, ZŤS Dubnica, Zbrojovka Brno, ŽĎAS Žďár n. Sázavou, aj. 
Společnost měla rozsáhlou zahraniční síť, zahrnující majetkové účasti v Argentině, Brazílii,  Indii, Íránu a Nigerii, vlastní kanceláře  a své zastoupení v dalších 16 zemích, mj. Bangladéši, Číně, Kubě, Litvě, Kostarice, Egyptu, Mexiku, Maďarsku, Pákistánu, Polsku, Rusku, Turecku, Thajsku, Spojených arabských emirátech aj.  
V roce 1992 měla společnost  360 zaměstnanců , v roce 2004 pak 208 zaměstnanců a v roce 2006 pak 218 zaměstnanců, počítáno průměrně ke konci každého z uvedených kalendářních roků.  
K hlavním vývozním projektům společnosti, dokončeným po roce 1990, patřily mj.: 
- Elektrárna Soma, Turecko, 6 x 165 MW
- Elektrárna Shen Tou, Čína, 2 x 500 MW
- Elektrárna Afshin Elbistan B, Turecko,  4 x 360 MW
- Elektrárna Jorge Lacerda C, Brazílie,  1 x 350 MW
- Elektrárna Felton, Kuba 2 x 250 MW
- Elektrárna Talkha, Egypt, 2 x 200 MW
- Elektrárna Sevo-Seinajoki, Finsko, 1 x 130 MW
- Dále pak údržba a dodávky náhradních dílů pro dříve vybudovanou elektrárnu  6 x 60 MW a 2 x 165 MW Umm Al Nar West, Abu Dhabi, SAE, dodávky pro elektrárnu 2 x 320 MW Ayoun Moussa, Egypt, dodávky pro Elektrárna Ennore, Indie, 2 x 60 a 1 x 110 MW  [10]  , dodávky turbin pro vodní elektrárny v Austrálii, Kolumbii, Etiopii, Indii, Indonésii, Polsku a Vietnamu, dodávky metalurgických zařízení do Egypta a Indie, dodávka slévárny do Nigerie, zaškolovacích center a vybavení škol pro Egypt, Keňu a Nigerii, výstavba skladovacích nádrží v Kostarice, dodávky 450 trolejbusů do 10 zemí světa, 95 el. lokomotiv do států dřívějšího SSSR a Německa, produktovod Kandla-Bhatinda o délce 1.433 km v Indii, trolejbusová doprava pro město Teherán, Írán,  aj.  [11] [9]

Postupně se však podnik dostával do finančních potíží vlivem nesplacených zahraničních pohledávek a starých úvěrů.  Následkem toho se v roce 2002 dostal na pokraj bankrotu. 
Česká republika ale firmu vnímala jako strategickou pro svůj průmysl, a proto společnost od jejích akcionářů prostřednictvím Ministerstva financí ČR vykoupila.  

## Privatizace
Roku 2008 stát společnost privatizoval za 210 mil. Kč ve prospěch společnosti ČEX, ze skupiny ČKD. Následně došlo ke změně jména na ČKD Export a později PA Export.

V roce 2009 podala společnost Siemens Engineering na tehdejší PA Export návrh na insolvenci v souvislosti s pákistánskými projekty. 

ČKD žádala od státu neúspěšně, aby si firmu převzal zpět.

Roku 2011 byla pak společnost po proběhlé likvidaci opětovně prodána soukromníkovi, jímž byla firma Road Investments.  
 Kupní cena činila 280 mil. Kč. Následně, dne 28. dubna 2011, se společnost Road Investments přejmenovala na SKEX, a.s. Tato společnost po čtyřech letech vstoupila do konkursu dne 14. srpna 2015. 

## Sídlo společnosti
Podnik  sídlil nejprve v Paláci Fénix  (společně s PZO Strojexport),  na Václavském náměstí č. 52 a měl i několik dalších pracovišť po Praze, po roce 1989 pak ve Washingtonově ulici č. 7 s jedním pracovištěm v ul. Politických vězňů č. 21 a následně v Opletalově ulici č. 41 v Praze 1.